# ジーパーズ・クリーパーズ
『ジーパーズ・クリーパーズ』（原題: Jeepers Creepers）は、2001年のアメリカ合衆国のホラー映画。ヴィクター・サルヴァが監督、主演はジーナ・フィリップスとジャスティン・ロングが務めた。タイトルは1938年に発表された同名の楽曲に由来し、映画ではポール・ホワイトマンが歌うバージョンが使用されている。
2001年8月31日に公開され、製作費1000万ドルに対して興行収入は5937万ドルを記録し、商業的な成功を収めた。続編が2本製作されたほか（『ヒューマン・キャッチャー/JEEPERS CREEPERS 2』『リターン・オブ・ジーパーズ・クリーパーズ』）、リブート映画『ジーパーズ・クリーパーズ:リボーン』も製作されている。

## ストーリー
23年に一度、23日間人々が消えるという都市伝説が語られる土地から物語は始まる。
春休みに帰省するため、大学生のトリッシュと弟のダリーは車で田舎を走っていた。すると、突然後ろから不気味なトラックに追い回される。パニックになりつつもなんとかトラックは通り過ぎ、落ち着いた所で20年以上前にこの地で行方不明になったカップル、ケニーとダーラのことを思い出す。しばらく進むと、教会のそばに例のトラックが停まっており、そのそばで奇妙な大男が「何か」を地下に続く排水用のパイプに捨てるのを目撃する。捨てていたのが人間ではないかと気になったダリーは、戻って確かめようと言い始める。ホラー映画を引き合いに、危険にわざわざ向かっていく事に反対するトリッシュだったが、「もし自分達だったら」との訴えに渋々同意する。
パイプの所に戻り、中を覗き込むダリーは誤ってパイプの中に転落する。地下に広がる空間を進むダリーは、そこでさっきの布に包まれた少年を見つけるも、腹を切り裂かれておりすぐに絶命する。さらに奥に進むと、そこには壁中におびただしい数の人間が縫い付けられており、その中にあのケニーとダーラもいた。
ダリーはあわててそこから抜け出し、トリッシュと共にすぐにその場を立ち去る。再びトラックを目にした二人は、助けを求めてダイナーに逃げ込む。すると、ダイナーの電話が鳴り響き、取ると何故かダリーの名を知っている謎の女性から「『Jeepers Creepers』の曲が聞こえたら注意して」と警告を受ける。警察に事情を話す二人だったが警察は信用せず、その途中二人の車が荒らされ、ウェイトレスによれば何者かがダリーの洗濯物の臭いを嗅いでいたという。警察は二人を連れて教会に向かうことになるが、その途中あのトラックの大男が現れ警察官を殺害、しかも翼の生えた得体の知れない怪物の正体を現す。二人は逃げ出して猫をたくさん飼っている女性の家で助けを求めるも、また現れた怪物に女性は殺害され、その後何とか警察署に辿り着く。そこに超能力者を自称するイゼル・ゲイ・ハートマンという女性が現れ、二人の見たのが23年の春ごとに23日間人間を襲う怪物だと告げる。彼女こそがダイナーで電話をかけてきた女性であった。
しかし、ついに警察署も怪物の襲撃を受け、二人は逃げ回るもついにダリーが連れ去られてしまう。その後、ある廃工場の一角、そこに目をくり抜かれたダリーがつるされていた。

## キャスト
※クレジットは英国映画協会に準拠する。
- パトリシア・"トリッシュ"・ジェンナー - ジーナ・フィリップス（吹替：中村千絵）
- ダリウス・"ダリー"・ジェンナー - ジャスティン・ロング（吹替：鳥海浩輔）
- クリーパー、禿頭の警官[7] - ジョナサン・ブレック（英語版）
- イゼル・ゲイ・ハートマン - パトリシア・ベルチャー（吹替：片岡富枝）
- キャット・レディ - アイリーン・ブレナン（吹替：瀬畑奈津子）
- デイヴィス・タブス巡査部長 - ブランドン・スミス
- ロバート・ギデオン巡査 - ジョン・ベシャラ
- ナターシャ・ウェストン巡査 - エイヴィス＝マリー・バーンズ
- 囚人 - トム・タランティーニ
- 瀕死の少年 - クリス・シェパードソン
- 胸に穴が開いた警官 - ウィリアム・ヘイズ（英語版）
- クリーパーの犠牲者 - ヴィクター・サルヴァ（英語版）[8]

## 製作

### 企画
複数の批評家や映画ファンは、『ジーパーズ・クリーパーズ』はデニース・デピューの事件を参考にしていると信じている。この事件は1990年にミシガン州で発生し、デピューが殺害した妻の遺体を廃校舎の裏に遺棄したところを、偶然通りかかったレイ・ソーントンとマリー・ソーントンの兄妹に見られたことで発覚し、司法捜査が開始された。1991年3月20日放送の『未解決ミステリー』で取り上げられ、翌日に発生したヴィックスバーグでの警官隊との銃撃戦の末、デピューは自殺している。映画のオープニングシークエンスは、この事件に類似したものと指摘されている。監督・脚本のヴィクター・サルヴァは、この事件を参考にしたかについては明言しておらず、『ナイト・オブ・ザ・リビングデッド』『激突!』を参考にしたと語っている。
サルヴァは通常6か月程度の時間をかけて脚本を執筆するが、『ジーパーズ・クリーパーズ』の執筆にかかった期間は1か月程度だったと語っている。彼は「映画で女性が惨殺されたりレイプされるのを見るのは辛い」と語っており、殺害対象者は男性キャラクターになることを考えていた。また、結末がファイナル・ガールであることを隠すため、冒頭からレッド・ヘリングによってトリッシュが死ぬと思い込ませるように観客をミスリードさせている。サルヴァのオリジナル脚本には20ページ程度の第3章となるエピソードが存在したが、最終的にカットされた。第3章はダリーがクリーパーのトラックを運転し、クリーパーを道連れにして列車に激突して倒そうとするが失敗し、彼だけが死んでしまうという内容だった。撮影開始前までに全てのシークエンスの絵コンテが完成していたが、製作費が100万ドル削減されたことにより、全てのシークエンスを書き直すことになってしまった。そのため、ジーナ・フィリップスとジャスティン・ロングは大半のシーンをアドリブで演じることを認められ、それを完成版として採用している。カットされたシーンの一部は、続編の『ヒューマン・キャッチャー/JEEPERS CREEPERS 2』で採用された。
パトリシア・ベルチャー演じるイゼルが電話をかけてくるシーンは、撮影中に彼女がクリーパーに関する情報をダリーに伝える内容に書き直された。サルヴァはオーディオコメンタリーの中で、ジェンナー姉弟が戦っていたクリーパーが人型の怪物ではなく翼があることが判明する瞬間が映画のハイライトだと思っており、また複数のエージェント、マネージャー、著名な監督からの助言を無視してクリーパーを正体不明の怪物のままにしたため、「物語をハッピーエンドにできなかった」と語っている。
サルヴァは脚本を完成させた後、製作総指揮のフランシス・フォード・コッポラに脚本を渡した。コッポラはサルヴァの長編映画デビュー作『Clownhouse』の製作費を援助するなど、サルヴァとは以前から親交があった。類似ジャンルの『ブレア・ウィッチ・プロジェクト』『シックス・センス』が興行的に成功したことを受け、サルヴァの元には脚本完成から2日以内に映画製作会社4社から映画化のオファーが届いた。同時にコッポラはユナイテッド・アーティスツとメトロ・ゴールドウィン・メイヤーとの間で配給権の交渉を開始した。サルヴァによると、プリプロダクションには7か月から8か月かかり、ドイツのシネレンタ・シネベータとシネレンタ・メディエンベテイリグンスKGから製作費の75%、ユナイテッド・アーティスツから25%の融資を受けることになった。その後、ロサンゼルスで俳優のオーディションが始まった。

### キャスティング
幼少からホラー映画のファンだったジーナ・フィリップスは単身のオーディションを2回受け、さらにダリー役候補の俳優との共演オーディションを1回受け、その時に共演した相手がジャスティン・ロングだった。サルヴァは、フィリップスが「物凄い集中力」で役を演じており、「彼女が役を射止めたのは、その真正性からだ」と語っている。ロングはHollywood.comの取材の中で、「きっと、有名な俳優を起用すると思っていたんですが、思い切って参加したら役を射止めたんです」と語っている。サルヴァはロングを起用した理由について、「彼だけが唯一、怖がっていることを的確に表現できていた俳優だったから」と語っている。当初、アメリカン・ゾエトロープはフィリップスとロングの起用に難色を示し、「ビッグネームの俳優」を起用しようとしたが、コッポラに説得されて2人の起用を認めた。
クリーパーはランス・ヘンリクセンが演じることを前提にキャラクター設計されていたが、彼は途中で企画を離脱している。そのため、新たにジョナサン・ブレックがクリーパー役のオーディションを受けることになり、彼は独自の解釈でクリーパーを表現するために複数の動物の動きを研究した。オーディションの際には頭髪を剃り落として参加し、クリーパーになりきってキャスティングスタッフの匂いが嗅ぐ「嗅覚テスト」が行われた。キャスティング監督にスキンヘッドにした理由を聞かれたブレックは「このキャラクターには頭髪はないでしょう」と返答し、クリーパー役に起用された。アイリーン・ブレナンは短編映画『Nunzio's Second Cousin』の演技を見たサルヴァの判断で、キャット・レディ役に起用された。クリス・シェパードソンは、クリーパーに遺棄された瀕死の少年役に起用された。製作費の都合上、彼には当初台詞が与えられていなかったが、撮影中にスタッフによって若干の台詞が与えられた。また、クリーパーの犠牲者役の一人として、サルヴァがカメオ出演している。

### 撮影
2000年8月からセントラル・フロリダで主要撮影が始まり、2か月間かけて行われた。オープニングシークエンスはダンネロンで撮影され、教会のシーンはオカラのセント・ジェームズ教会で撮影された。ダイナーの撮影セットはパナソフキー湖の側に作られ、プロデューサーのバリー・オッパーの名前にちなんで「オッパーズ・ダイナー」と命名された。レディックの廃校舎では警察署のシーンが撮影され、オカラの食肉加工工場ではエンディングシークエンスの撮影が行われたが、同工場は撮影終了後に取り壊された。
サルヴァによると、夏季の間は熱波と高温の中で毎日撮影していたため、製作環境は「過酷だった」という。教会のパイプのシーンでは、教会にある6フィートのパイプとサウンド・ステージの倉庫にある2本のパイプを使用して撮影している。また、低予算だったため美術部門のカフェテリアも撮影セットとして活用し、クリーパーの隠れ家に置かれる遺体の人形は数体だけしか用意できなかったという。ロングによると、彼とフィリップスは撮影期間中はブレックと一切の接触を断ち、これが撮影時にクリーパーに対する恐怖心を表現することに役だったという。
クリーパーのデザインはブラッド・パーカー、衣装はブライアン・ペニカスとメイクアップ&モンスターズ社、翼はチャールズ・ガルシア、デジタル・レンダリングはバディ・ジェーン、スコット・ラムジー、ボブ・モーゲンローが担当している。クリーパーのトラックは1941年製のシボレーCOEを使用している。この車両はフラットベッド・トラックだったが、プロダクションデザイナーのスティーヴン・レグラーがデザインした後部が取り付けられた。トラックが古いタイプだったため、撮影中はエンジントラブルで車両が動かなくなることが何度もあったという。

### 音楽
映画音楽の作曲・演奏指揮はベネット・サルヴェイが手掛け、彼はサルヴァと共に音楽プロデューサーも務めている。レコーディングはショーン・マーフィー、編集はチャド・デシングス、マスタリングはバーニー・グランドマン・マスタリングのパトリシア・サリヴァン・フォースターが担当した。

## 公開
『ジーパーズ・クリーパーズ』はミュンヘン・ファンタジー映画祭でプレミア上映され、2001年7月にはファンタジア国際映画祭でも上映された。アメリカではユナイテッド・アーティスツとメトロ・ゴールドウィン・メイヤーが250万ドルで配給権を取得し、8月31日から2944劇場で126日間公開された。10月にはシッチェス・カタロニア国際映画祭とベルゲン国際映画祭でも上映された。ドイツでは2002年1月3日に298劇場で公開され、2018年5月24日にはコロンビアでも公開された。

## 評価

### 興行収入
最終的な興行収入は北米3790万ドル、海外2130万ドル、合計興行収入5920万ドルだった。2018年に公開されたコロンビアでは15万3000ドルの興行収入を記録し、累計興行収入は5937万ドルとなった。この結果により、製作費が1000万ドルだった『ジーパーズ・クリーパーズ』は興行的な成功を収めた。
2001年8月31日、レイバー・デーの週末に北米で公開され、公開4日間の興行収入は1580万ドルを記録し、『ラッシュアワー2』（1120万ドル）を抜いて週末興行成績第1位、『THE CROW/ザ・クロウ』（980万ドル）を抜いてレイバー・デー歴代週末興行成績第1位にランクインしている。この記録は続編の『ヒューマン・キャッチャー/JEEPERS CREEPERS 2』に抜かれるまで保持した。公開初週末の累計興行収入は1810万ドルを記録し、公開第2週末の興行成績は『ヤング・ブラッド』（1030万ドル）、『Two Can Play That Game』（770万ドル）に次ぐ第3位（620万ドル）にランクインしている。
イギリスでは2001年10月19日に公開され、公開初週末に220万ドルの興行収入を記録し、最終興行収入は880万ドルとなった。この他の主要市場の興行収入はメキシコ250万ドル、スペイン210万ドル、イタリア210万ドルだった。ドイツでは2002年1月3日に公開され、興行収入は130万ドルを記録した。

### 批評
Rotten Tomatoesには114件の批評が寄せられ支持率46%、平均評価5.2/10となっており、批評家の一致した見解は「『ジーパーズ・クリーパーズ』は期待できる始まりを見せるが、残念ながら物語が進行するにつれて緊張感やサスペンスはチープなものになっていく」となっている。Metacriticでは24件の批評に基づき49/100の評価、CinemaScoreではD評価となっている。
映画の序盤は高い評価を集めたものの、後半については酷評されている。ニューヨーク・タイムズのスティーヴン・ホールデンは、クリーパーの正体が判明した時点で、「定型的なプロットに想像力を明け渡してしまった」と批評している。ピーター・ブラッドショーはガーディアン紙に寄稿し、映画はオープニングシークエンスが終わった時点で「失敗作になった」と指摘し、「純粋に怖くないし、純粋に面白くない」と批評している。ロサンゼルス・タイムズのケヴィン・トーマスは「近年のホラー映画の中で最も怖いオープニングシークエンス」「サルヴァは見るだけで不快になるような純然たる恐怖を巧妙に作り出した」と好意的に批評している。The A.V. Clubのネイサン・ラビンは「映画の前半は非常に期待できるが、あの怪物がセンターステージに上がった途端、『ジーパーズ・クリーパーズ』は下り坂になってしまった」と批評している。
BBCニュースに出演したネヴィル・ピアスは『スクリーム』と比較し、「不穏でグロテスクだが、知的なホラー映画」と批評した。ロバート・K・エルダーはシカゴ・トリビューンに寄稿し、映画が気に入らなかった理由として、大部分が説明不足のまま終わったことを挙げている。GWハチェットのミラ・カッツは「悲劇的な映画」と表現し、脚本、視覚効果、結末を批判し、観客に「大いなる失望」を残すだろうと批評している。Slateのデイヴィッド・エデルスタインは脚本と90分という上映時間について批判したが、「晩夏の空気に寒気を与えるには十分な出来だった」と批評している。

### 受賞・ノミネート
| 映画賞                           | 部門                          | 対象                     | 結果       | 出典          |
| -------------------------------- | ----------------------------- | ------------------------ | ---------- | ------------- |
| シッチェス・カタロニア国際映画祭 | 作品賞                        | ジーパーズ・クリーパーズ | ノミネート | [ 34 ] [ 56 ] |
| ファンゴリア・チェーンソー賞     | ワイド・リリース作品賞        | ジーパーズ・クリーパーズ | 受賞       | [ 57 ]        |
| ファンゴリア・チェーンソー賞     | 助演男優賞                    | ジョナサン・ブレック     | 受賞       | [ 57 ]        |
| ファンゴリア・チェーンソー賞     | メイクアップ&クリーチャーFX賞 | ブライアン・ペニカス     | ノミネート | [ 57 ]        |
| 国際ホラー・ギルド・アワード     | 作品賞                        | ジーパーズ・クリーパーズ | ノミネート | [ 58 ]        |
| 第28回サターン賞                 | ホラー/スリラー映画賞         | ジーパーズ・クリーパーズ | ノミネート | [ 59 ]        |
| 第28回サターン賞                 | 若手俳優賞                    | ジャスティン・ロング     | ノミネート | [ 59 ]        |

## ソフト化
2002年1月8日にMGMホーム・エンターテインメントからDVDが発売され、視聴オプションとしてスタンダードスクリーンとワイドスクリーンが収録された。スペシャルエディションには特典として未公開シーンとオーディオコメンタリー、全6部の製作特集「Behind the Peepers – The Making of Jeepers Creepers」、フォトギャラリー、劇場用予告編が収録された。 2012年9月11日にはMGMと20世紀スタジオ ホーム エンターテイメントからBlu-ray（収録内容はDVDと同様）が発売された。2016年6月14日にはShout! Factoryから2枚組のBlu-rayコレクターズエディションが発売され、新たな特典として特集映像「Then and Now」、バリー・オッパーとパトリシア・ベルチャーのインタビュー映像、サルヴァ、フィリップス、ロングのオーディションが収録された。2020年10月12日に101フィルムズからデジタルリリースされ、イギリスでは2002年発売のDVDスペシャルエディションの特典とShout! FactoryのBlu-rayコレクターズエディションの特典映像を収録したBlu-rayが発売された。

## シリーズ

### 続編
『ジーパーズ・クリーパーズ』の続編として2本の映画が製作され、いずれもサルヴァが監督・脚本を務めている。2003年8月29日公開の第2作『ヒューマン・キャッチャー/JEEPERS CREEPERS 2』は前作の数日後を描いており、主人公ジャック・タガートは学生たちを襲うクリーパーによって連れ去られた息子ビリーのためにクリーパーに立ち向かう。前作でダリー役を演じたロングがカメオ出演しているほか、前作で囚人役を演じたトム・タランティーニがバスケチームのコーチ役として出演している。
2015年、サルヴァはフィリップスが演じたトリッシュの再登場に焦点を当てた続編の構想を語った後、企画が正式に始動した。しかし、最終的にフィリップスはカメオ出演に留まり、2017年に『リターン・オブ・ジーパーズ・クリーパーズ』が公開された。映画は第1作と第2作の間を描いており、特殊部隊との戦いを通してクリーパーの正体に迫る内容になっている。

### リブート
ティモ・ヴオレンソラが監督、ショーン・マイケル・アルゴが脚本を務めるリブート映画『ジーパーズ・クリーパーズ:リボーン』が製作された。同作は新三部作の第一作目に当たり、サルヴァは製作に参加していない。